# Nicola Leopoldo di Salm-Salm
Nicola Leopoldo, Principe di Salm-Salm, duca di Hoogstraeten, vilgravio e renegravio (Nancy, 25 gennaio 1701 – Anversa, 4 febbraio 1770), è stato un rampollo della ricca casata nobiliare di Salm. Attraverso eredità, relazioni e sapienti trattative, fu accettato nei Principati Imperiali, divenendo sovrano del principato di Salm (e capostipite dei Salm-Salm), con giurisdizione sia in Germania che nei Vosgi e possedette terre redditizie.
I suoi avi discendevano dai vilgravi e renegravi, che erano direttamente legati all'impero. discendenti dai conti di Salm, che risalivano all'XI secolo. Nel 1623 il conte Filippo Ottone di Salm, vilgravio e renegravio, fu elevato al rango di principe imperiale ereditario. Così un ramo della famiglia fu elevato a principi a Salm. Come principi sovrani nel 1654 ricevettero un seggio al Virilstimme e Reichsstädtekollegium. Attraverso il matrimonio entrarono in possesso del dominio di Anholt in Vestfalia nel 1645.

## Eredità del ducato di Hoogstraeten

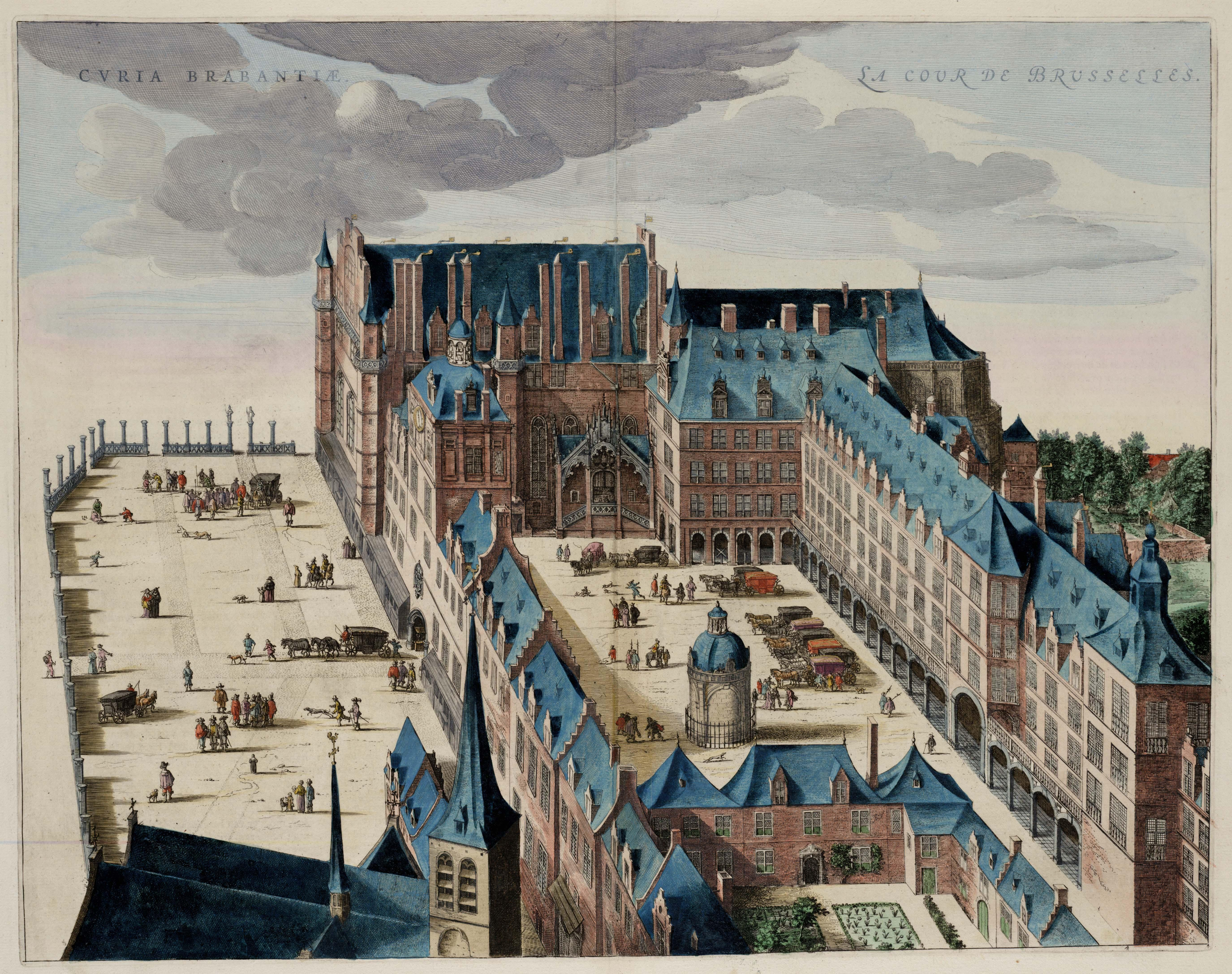
Palazzo del Coudenberg

La nonna di Nicola Leopoldo, la contessa Marie Gabrielle de Lalaing (circa 1640-1709), fu l'ultima discendente dei conti di Hoogstraeten (oggi Hoogstraten) nel Brabante. Nel 1657 sposò il vilgravo e renegravio Carlo Fiorentino (1638-1676), il capostipite dei renegravi. Suo figlio Guglielmo Fiorentino (1670-1707) sposò la contessa Maria Anna di Mansfeld (1680-1724). Come primogenito Nicola Leopoldo rilevò l'eredità della contea di Hoogstraeten (come decimo Conte), che fu poi elevata a ducato nel 1740. I conti di Hoogstraeten erano un tempo proprietari della residenza cittadina di Hoogstraeten a Bruxelles, da cui derivò il successivo il palazzo del Coudenberg. Oggi, i resti storici del palazzo bruciato del 1731 formano un sito archeologico. Si trova sotto Place Royale, Rue Royale e alcuni edifici circostanti. Il palazzo era stato una delle residenze principali di Carlo V a Bruxelles

## Contea di Salm

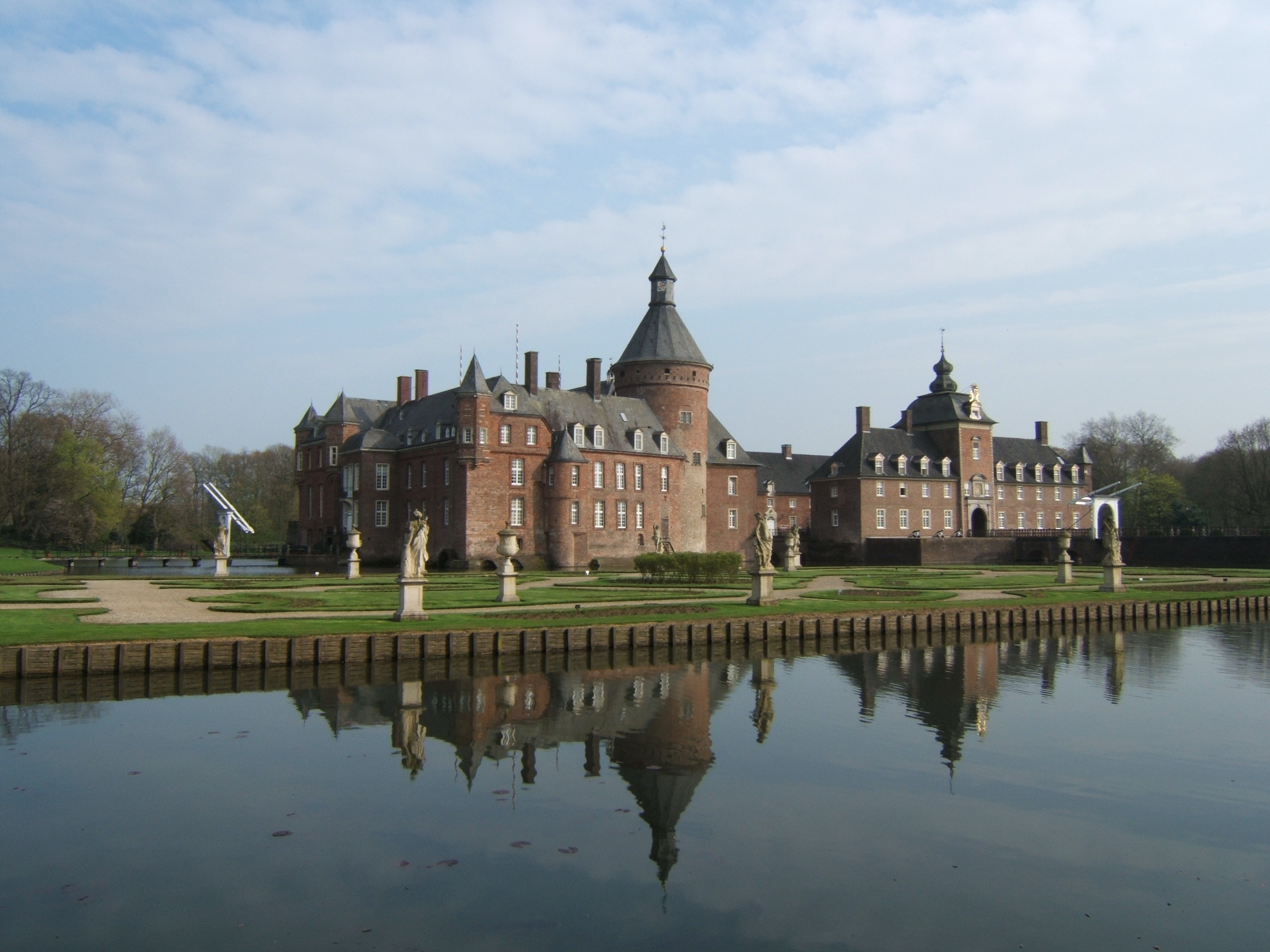
castello di Anholt in Vestfalia

Il 25 marzo 1719 Nicola Leopoldo sposò nel castello di Anholt una lontana parente, la diciottenne Dorotea Francesca Agnese di Salm (1702-1751). Sua moglie era la maggiore delle figlie del dell'ultimo conte di Salm Luigi Ottone (1674-1738) e della principessa Albertina Giovanna (1679-1716), figlia del principe Maurizio Enrico di Nassau-Hadamar. Poiché la coppia aveva soltanto figlie femmine, il ramo principale di Salm in linea maschile, finì con suo suocero. Attraverso questo matrimonio, ebbe ancora una volta il diritto di ereditare, riunendo entrambi i rami della casata nobiliare di Salm, dei renegravi e vilgravi, alla morte di suo suocero. Il 14 gennaio 1739 fu ammesso tra i principi del Sacro Romano Impero. La sua residenza era il dominio Anholt. Il 6 gennaio 1740 divenne primo titolare del ducato di Hoogstraeten nei Paesi Bassi austriaci (ne era già per eredità il decimo conte). Nel 1743 l'imperatore gli concesse il titolo ereditario di Principe di Salm-Salm. Da allora il titolo ufficiale è stato principe di Salm, principe di Salm-Salm, vilgravio e renegravio.

## Figli
Dal matrimonio con Dorotea di Salm ebbe:
- Principessa Gabriella Maria Cristina di Salm-Salm (1720-1792)
- Luigi Ottone Carlo (1721–1778), 2º principe di Salm-Salm, vilgravio e renegravio

∞ Contessa Maria Anna Felicita von Horion (1743-1800)
- Principe Guglielmo Fiorentino Claudio Lamoral di Salm-Salm (1723-1744, in battaglia a Friburgo)
- Principessa Elisabetta Ludovica Maria di Salm-Salm (1724-?)
- Principessa Luisa Francesca Guglielmina di Salm-Salm (1725-1764)

∞ Giovanni Guglielmo, conte di Manderscheid-Blankenheim-Gerolstein (1708-1772)
- Principessa Maria Cristina di Salm-Salm (1728-1779)
- Principessa Maria Elisabetta Giuseppa di Salm-Salm (1729-1775)

∞ Eugenio Ervinio, conte di Schönborn-Heussenstamm (1727-1801)
- Principessa Maria Francesca Giuseppa di Salm-Salm (1731-1806)

∞ Giovanni Giorgio Adamo Carlo, 1º principe di Starhemberg (1724-1807)
- Massimiliano Federico Ernesto di Salm-Salm (1732–1773), duca di Hoogstraeten, vilgravio e renegravio (1732-1773)

∞ sua cugina, la langravia Ludovica d'Assia-Rotenburg (1729-1800)
- Principe Carlo Alessandro di Salm-Salm (1735-1796)

∞ Baronessa Maria Carlotta Leers von Leersbach (1743-?)
- Principessa Augusta Sofia di Salm-Salm (1735-1775)
- Principessa Giuseppa di Salm-Salm (1736-1790)

∞ Carlo Alberto I, principe di Hohenlohe-Waldenburg-Schillingsfürst (1719-1793)
- Principessa Maria Giuseppina Enrichetta di Salm-Salm (1737-1774)
- Principessa Maria Anna Vittoria Guglielmina di Salm-Salm (1740-1816)

∞ Don Pedro de Alcantara de Toledo, 12.Duque del Infantado e Lerma
- Principe Emanuele Enrico Nicola Leopoldo di Salm-Salm (1742-1808)
- Principe Francesco Giuseppa di Salm-Salm (1743-?)
- Principe Guglielmo Fiorentino di Salm-Salm (1745-1810), vescovo di Tournai poi arcivescovo di Praga

Alla morte di Dorotea, sposò in secondo luogo la sorella minore di sua moglie Cristina Anna Luisa Osvaldina di Salm (1707-1777), vedova del principe ereditario Giuseppe d'Assia-Rotenburg (1705-1744). Da questo matrimonio non nacquero figli

## Carriera militare
Quando il re polacco Augusto II morì nel 1733 e scoppiò la guerra di successione polacca, l'Austria fu costretta a schierare nuove truppe. Il presidente del Hofkriegsrat, il principe Eugenio di Savoia, inviò una lettera a Nicola Leopoldo, renegravio di Salm con un brevetto rilasciato dall'imperatore Carlo VI il 4 novembre 1733 per la nomina delle truppe da radunare. Gli fu ordinato di creare un reggimento di 2300 uomini. Questo reggimento fu chiamato, secondo le usanze, „Regiment Graf Salm“. Dal 1733 al 1734, Nicola Leopoldo servì qui come primo colonnello. Nel 1769, la precedente prassi di dare un nome ai reggimenti in onore dei proprietari fu integrata da una numerazione permanente. Al reggimento fu assegnato il numero 14
Tra le altre cose, Nicola Leopoldo fu nominato feldmaresciallo generale dall'imperatore nel 1754, nello stesso anno anche governatore di Anversa.